# Phare de Capo d'Orlando
Le phare de Capo d'Orlando (en italien : Faro di Capo d'Orlando) est un phare situé au pied de Capo d'Orlando. Il se trouve sur le territoire de la commune de Capo d'Orlando en mer Tyrrhénienne, dans la province de Messine (Sicile), en Italie.

## Histoire
Le phare a été mis en service en 1904 au nord de Capo d'Orlando. Le phare est entièrement automatisé et alimenté par le réseau électrique. Il est géré par la Marina Militare.

## Description
Le phare  se compose d'une tour octogonale en maçonnerie de 10 m de haut, avec galerie et lanterne, adjacente à une maison de gardien d'un seul étage. La tour est peinte en ocre rouge et le dôme de la lanterne blanche est gris métallisé. Il émet, à une hauteur focale de 27 m, deux longs éclats blancs toutes les 12 secondes. Sa portée est de 16 milles nautiques (environ 30 km) pour le feu blanc et 12 milles nautiques pour le feu de réserve.
Identifiant : ARLHS : ITA-018 ; EF-3264 - Amirauté : E2038 - NGA : 9856 .

## Caractéristiques dufeu maritime
Fréquence : 12 secondes (W-W)
- Lumière : 2 secondes
- Obscurité : 2 secondes
- Lumière : 2 secondes
- Obscurité : 6 secondes

|          |
| le phare |

### Lien connexe
- Liste des phares de la Sicile